# Sunter Agung
Sunter Agung is een kelurahan in het onderdistrict Tanjung Priok in het noorden van Jakarta, Indonesië. De wijk telt 83.746 inwoners (volkstelling 2010).